# Die Fahrten des Odysseus
Die Fahrten des Odysseus (Originaltitel: Ulisse) ist ein italienischer Monumentalfilm aus dem Jahr 1954, der in Anlehnung an Homers Epos Odyssee das Leben von Odysseus, dem König von Ithaka, erzählt.
Der Film hält sich relativ eng an das homerische Original, die Odyssee. Um mit einer Länge von 100 Minuten auszukommen, wurde die Handlung allerdings gestrafft und einiges weggelassen, umsortiert und zusammengefasst.

## Handlung
Nach einer Einleitung, in der der von Odysseus verursachte Fall Trojas, Cassandras Fluch gegen Odysseus, seine beginnende unglückliche Heimfahrt und seine von Freiern belagerte Frau Penelope beschrieben werden, ist der zentrale Teil der Handlung als Rückblende gestaltet. 
Odysseus wird als Schiffbrüchiger an den Strand von Kerkyra gespült, der Nachbarinsel Ithakas, und kann sich zunächst an nichts erinnern. Er wird aber vom Herrscherpaar der Phaiaken, die Kerkyra bewohnen,  gastfreundlich aufgenommen, und allmählich kehren seine Erinnerungen wieder, die er sodann erzählt. Er berichtet von seinem Kampf mit dem Zyklopen Polyphem, den Gesängen der Sirenen, seinem Aufenthalt bei der Zauberin Circe – die im Film mit Kalypso zusammengefasst und von der Darstellerin der Penelope gespielt wurde – oder über seinen Besuch im Reich der Schatten.
Am Ende kehrt Odysseus nach 20 Jahren „Odyssee“ als Bettler verkleidet heim und gibt sich zunächst nur seinem Sohn Telemach zu erkennen. Von allen Freiern verlacht, nimmt er an dem Wettkampf um die Hand Penelopes teil, den er gewinnt – ein Bogenwettkampf, der so gestaltet war, dass ihn eigentlich nur Odysseus selbst gewinnen konnte. Nach seinem Sieg gibt er sich zu erkennen, tötet alle Freier in seinem Haus und vereinigt sich wieder mit seiner Frau Penelope. 

## Hintergrund
- Gedreht wurde der Film in den DeLaurentiis-Studios in Rom und in Porto Ercole.
- Die italienische Fassung des Films ist länger und enthält neben zusätzlichen auch teilweise sich unterscheidende Szenen.[2]
- Die Fahrten des Odysseus hatte am 6. Oktober 1954 in Italien Premiere.[3] In der Bundesrepublik Deutschland erschien er am 8. Februar 1955 und in Österreich am 25. Februar 1955. Am 29. Juni 1984 lief der Film in den Kinos der DDR an und am 28. Juli 1985 wurde er erstmals auf DFF 1 im Fernsehen der DDR gezeigt.[4]
- Im März 2010 erschien die ungeschnittene, 109 Min. lange Fassung erstmals auf DVD.

## Kritiken
- „Der seinerzeit teuerste Farbfilm (10 Millionen Dollar Herstellungskosten) bietet den Odysseus-Mythos als aufwendige, mit hervorragenden Spezialeffekten arbeitende Kintoppfabel.“ (Wertung: 2½ von 4 möglichen Sternen = überdurchschnittlich) – Adolf Heinzlmeier und Berndt Schulz in Lexikon „Filme im Fernsehen“ (1990)[5]

- „Homers Heldendichtung, oder: Wie sich die italienischen Filmproduzenten der 50er Jahre das trojanische Pferd, den einäugigen Riesen Polyphem, die Zauberin Circe und die Irrfahrten des Odysseus vorstellten. Als farbenprächtiges Antik-Abenteuer mit Wildwest-Touch immerhin spektakulär und spannend.“ – Lexikon des internationalen Films[4]